# Zdravstvo u Hrvatskoj
Hrvatska ima univerzalni zdravstveni sustav, čije korijene seže u Zakon o mađarsko-hrvatskom saboru iz 1891. godine, koji pruža oblik obveznog osiguranja svih tvorničkih radnika i obrtnika. Stanovništvo je obuhvaćeno osnovnim planom zdravstvenog osiguranja predviđenim statutom i neobaveznim osiguranjem, a upravlja Hrvatskim zavodom za zdravstveno osiguranje. Godine 2012. rashodi za obveznu zdravstvenu zaštitu dosegli su 21,0 milijardi kuna (otprilike 2,8 milijardi eura).

## Podatci smrtnosti u Hrvatskoj
Glavni uzrok smrti u 2011. godini bile su kardiovaskularne bolesti na 41,7% za muškarce i 55,4% za žene, praćene tumorima, 31,7% za muškarce i 22,8% za žene. U 2012. samo je 20 Hrvata bilo zaraženo HIV-om / AIDS-om, a 6 je umrlo od te bolesti. 2008. godine WHO je procijenio da 27,4% Hrvata starijih od 15 godina puši. Prema podacima WHO iz 2003. godine, 22% odraslog hrvatskog stanovništva pretilo je. Imala je drugu najnižu stopu smrti od zaraznih bolesti u Europi (12 na 100.000) u 2015. godini.

## Pandemija koronavirusa u Hrvatskoj 2020.
Hrvatska je 25. veljače potvrdila svoj prvi slučaj. 26-godišnjak koji je od 19. do 21. veljače boravio u Milanu, Italija, bio je pozitivan i hospitaliziran je u Sveučilišnoj bolnici za zarazne bolesti dr. Fran Mihaljević u Zagrebu. 26. veljače potvrđena su dva nova slučaja. U drugom su slučaju sudjelovali brati blizanci te osobe u prvom slučaju. Također je primljen u istu bolnicu. Treći je slučaj bio hrvatski čovjek koji je radio u Parmi u Italiji. Bio je hospitaliziran u Rijeci.[nedostaje izvor]